# Просеченское сельское поселение
Просеченское сельское поселение — муниципальное образование (сельское поселение) в Александро-Невском районе Рязанской области.
Административный центр — село Просечье.

## История
Просеченское сельское поселение образовано в 2006 году.

## Население
| 2010 | 2012 | 2013 | 2014 | 2015 | 2016 | 2017 | 2018 | 2019 |
| ---- | ---- | ---- | ---- | ---- | ---- | ---- | ---- | ---- |
| 962  | ↘958 | ↘941 | ↘931 | ↘918 | ↘913 | ↗928 | ↘911 | ↘897 |
| 2020 | 2021 | 2023 |      |      |      |      |      |      |
| ↘876 | ↘834 | ↘821 |      |      |      |      |      |      |

## Состав сельского поселения
| №  | Населённый пункт  | Тип населённого пункта       | Население |
| -- | ----------------- | ---------------------------- | --------- |
| 1  | Александровка     | деревня                      | ↗11       |
| 2  | Банаки            | деревня                      | →0        |
| 3  | Заборово          | село                         | ↘107      |
| 4  | Заречье           | посёлок                      | →0        |
| 5  | Заря              | посёлок                      | ↘1        |
| 6  | Зелено-Дмитриевка | деревня                      | ↘25       |
| 7  | Крещено Гаи       | село                         | ↘0        |
| 8  | Левин             | посёлок                      | →0        |
| 9  | Михалково         | деревня                      | ↘187      |
| 10 | Просечье          | село, административный центр | ↘298      |
| 11 | Ржавец            | посёлок                      | ↘4        |
| 12 | Спешнево          | село                         | ↘201      |
| 13 | Суздалевка        | деревня                      | ↘0        |
| 14 | Чибизовка         | деревня                      | ↘0        |